# Cathédrale de Chihuahua

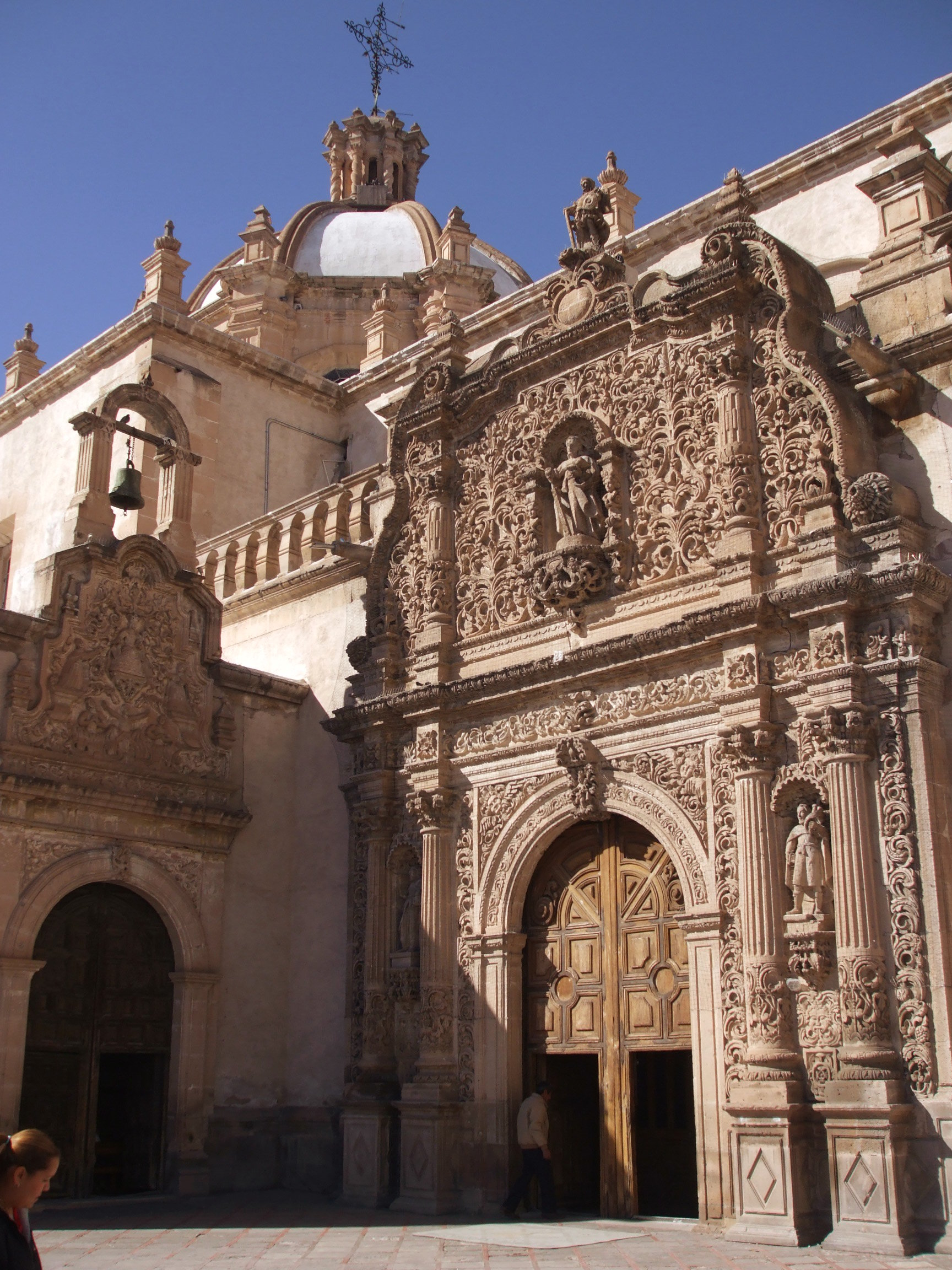
Le transept sud et la chapelle du Saint-Sacrement.

La cathédrale métropolitaine de la Sainte-Croix, de Notre-Dame de Regla, et de Saint François d'Assise, édifiée en 1725, est l'église-mère de l'archidiocèse de Chihuahua au Mexique. C'est l'édifice catholique le plus important de la ville de Chihuahua. Elle est généralement considérée comme le plus bel exemple d’architecture coloniale du nord du Mexique. Son archevêque actuel est Constancio Miranda Weckmann. La cathédrale est placée sous le vocable de la Sainte Croix, de la Vierge de Regla (es) et de saint François d'Assise.

## Style et architecture
La cathédrale se dresse sur la Plaza de Armas. Elle est de style baroque espagnol, à plan en croix latine, avec le transept coiffé d'un dôme.
La façade se distingue par son porche encadré de colonnes salomoniques, encore rares en Nouvelle-Espagne en ce début de XVIIIe siècle. Ses grands vitraux octogonaux, expédiés depuis le Saint Empire, représentent l'un des sommets de l'art des vitraillistes. Le fronton, surmonté d'un grand horloge (ajout du XIXe siècle) couronné d’un ange, est orné de sculptures à la gloire des douze apôtres. Le soubassement de l'ange comportait naguère les armoiries de la Couronne d'Espagne : elles ont été supprimées par l'architecte José Félix Maceira en 1874 et remplacées par l'horloge, achetée à Londres, pour donner à la façade son aspect actuel.
La nef est séparée des déambulatoires par des arches soutenant un plafond massif, et comporte une belle chapelle-baptistère à droite (ou aile nord), exactement dans le narthex. Juste à l'opposé (aile sud), dans la chapelle du Christ de Mapimí, il y a le reliquaire de saint Pierre de Jésus Maldonado (1892-1937), prêtre et martyr de l'époque de la guerre des Cristeros qui fut ordonné dans la cathédrale d'El Paso (Texas). Il a été canonisé par le pape saint Jean-Paul II en 2000. La chapelle est décorée d’un retable (reredos) du XVIIIe siècle, un portrait du Christ où se mélangent éléments primitifs et baroques. Le chancel possède un double autel peu courant, dans lequel on a enchâssé un autel plus modeste, en marbre de Carrare, après la construction de la cathédrale. L’orgue surplombant la galerie date de 1885 : le premier instrument était manufacturé par la société Hook & Hastings, Op. 1244 (2 manuels, 18 registres) ; il a été reconstruit et étendu par la Sté Walcker & Cie. en 1960.
On pénètre dans la chapelle du Saint-Sacrement, de style rocaille (baroque rococo), par une porte de l’aile sud de la nef. La sculpture au-dessus de l’entrée dépeint Notre-Dame de Regla et ses fidèles, François d'Assise et Rita de Cascia, les saints-patrons de la ville ; encore au-dessus, une sculpture représentant les Hébreux Ananias, Azarias et Misaël jetés dans la fournaise ardente (cf. galerie ci-après). La crypte comporte un trésor adjacent aux sépultures des anciens prélats de l’archevêché. On peut y voir une collection de tableaux d’artistes de l'époque coloniale, comme Miguel Cabrera, José de Alcíbar, José de Páez et Antonio de Torres ; ainsi que des portraits du pape Jean-Paul II et des prélats de Chihuahua. Il y a là aussi le trône où siégeait le pape lors de la messe de 1990 à Chihuahua et les anciennes grandes cathèdres à baldaquin finement sculptées de la cathédrale, et plusieurs statues de saints, dont certaines d'époque coloniale.

## Histoire
Le terrain est une donation à l’Église du sergent-major Juan Antonio Trasviña y Retes, l’un des notables espagnols du village (à l'époque encore une grosse exploitation agricole, ou villa).
C'est l'évêque de Nouvelle-Biscaye à Durango, Benito Crespo y Monroy, qui le 21 juin 1725, posa la première pierre. La construction de l'église fut financée par les donations des marchands et des exploitants des mines de la ville et de Santa Eulalia, un pueblo à l’est du village, ainsi que par un impôt exceptionnel de 1 réal par marc d'argent extrait dans la province.
Le premier maître d'œuvre fut Pedro Coronado, suivi de Miguel de la Sierra et enfin le Maître-architecte José de la Cruz, qui paracheva les plans, et qui fut inhumé dans l'église à sa mort en 1734. D'autres architectes suivirent sur le chantier, le dernier étant Bernardo del Carpio, qui entreprit la construction des tours en 1758. Les cloches, coulées dès 1730, ne seront installées dans les clochers qu’en 1780, sous la direction de Melchor Guaspe.
La construction de l'église était pratiquement achevée en 1826. Elle fut légèrement endommagée lors de l’intervention française au Mexique, puis réparée et choisie comme cathédrale le 23 juin 1891, lors de l'élévation de Chihuahua au rang d'évêché de Durango. Désormais, cet évêché contrôlait toutes les paroisses de l'État. Chihuahua a été élevé au statut d’archevêché le 22 novembre 1958, et gère désormais l’archidiocèse métropolitain et les cinq diocèses suffragants de l'État de Chihuahua.
En 1910, à l'occasion de la commémoration de l’Indépendance du Mexique, des jeux de lumière ont été installés autour de la cathédrale. Depuis 2005, cette animation lumineuse nocturne est permanente. En octobre 2008, elle a connu une activité particulière à l'occasion du jubilé de la fondation de la colonie de Chihuahua.

## Galerie

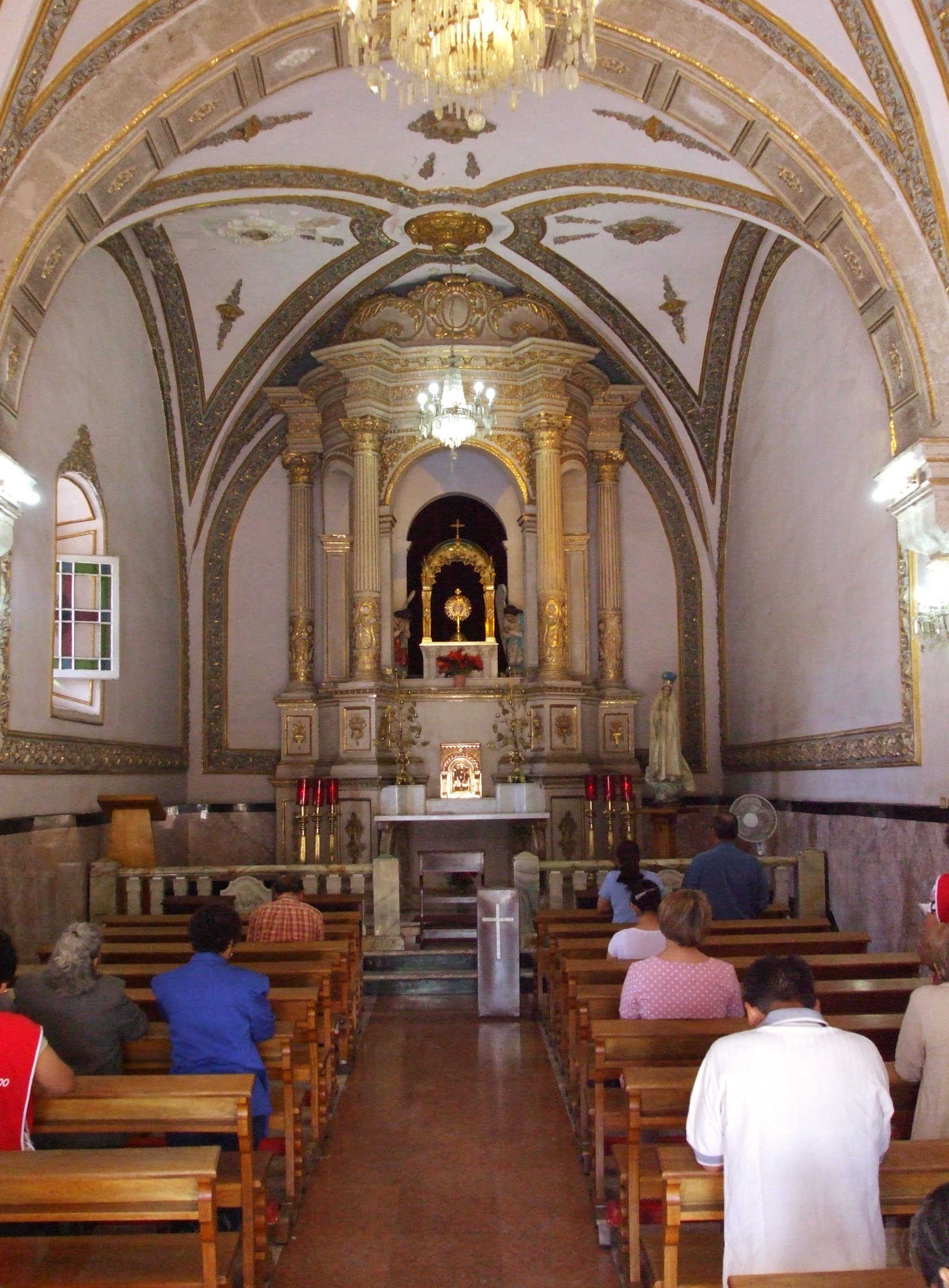
La chapelle du Saint-Sacrement avant sa restauration.
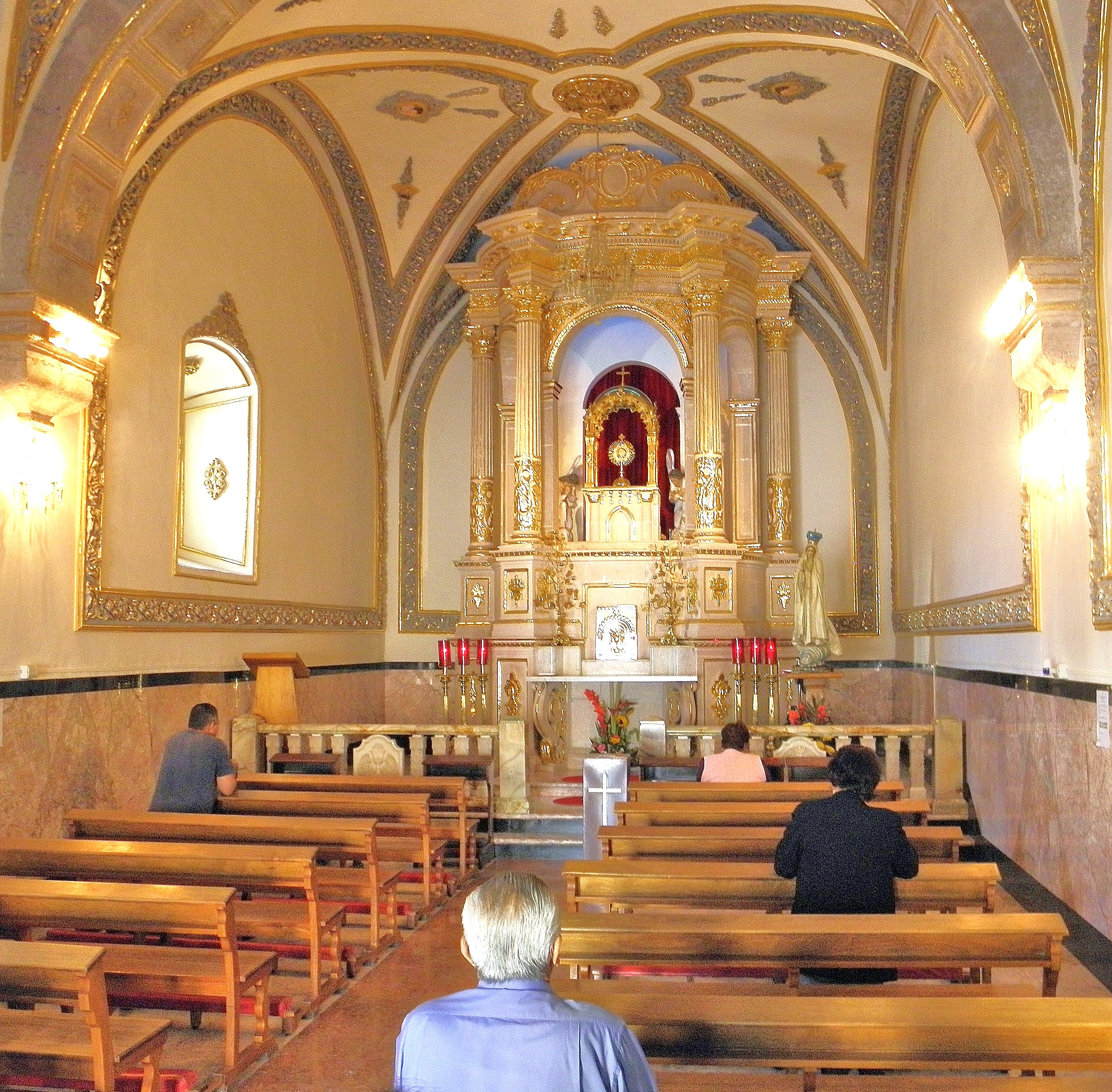
La chapelle au terme de deux années de réparations (2008-2010).
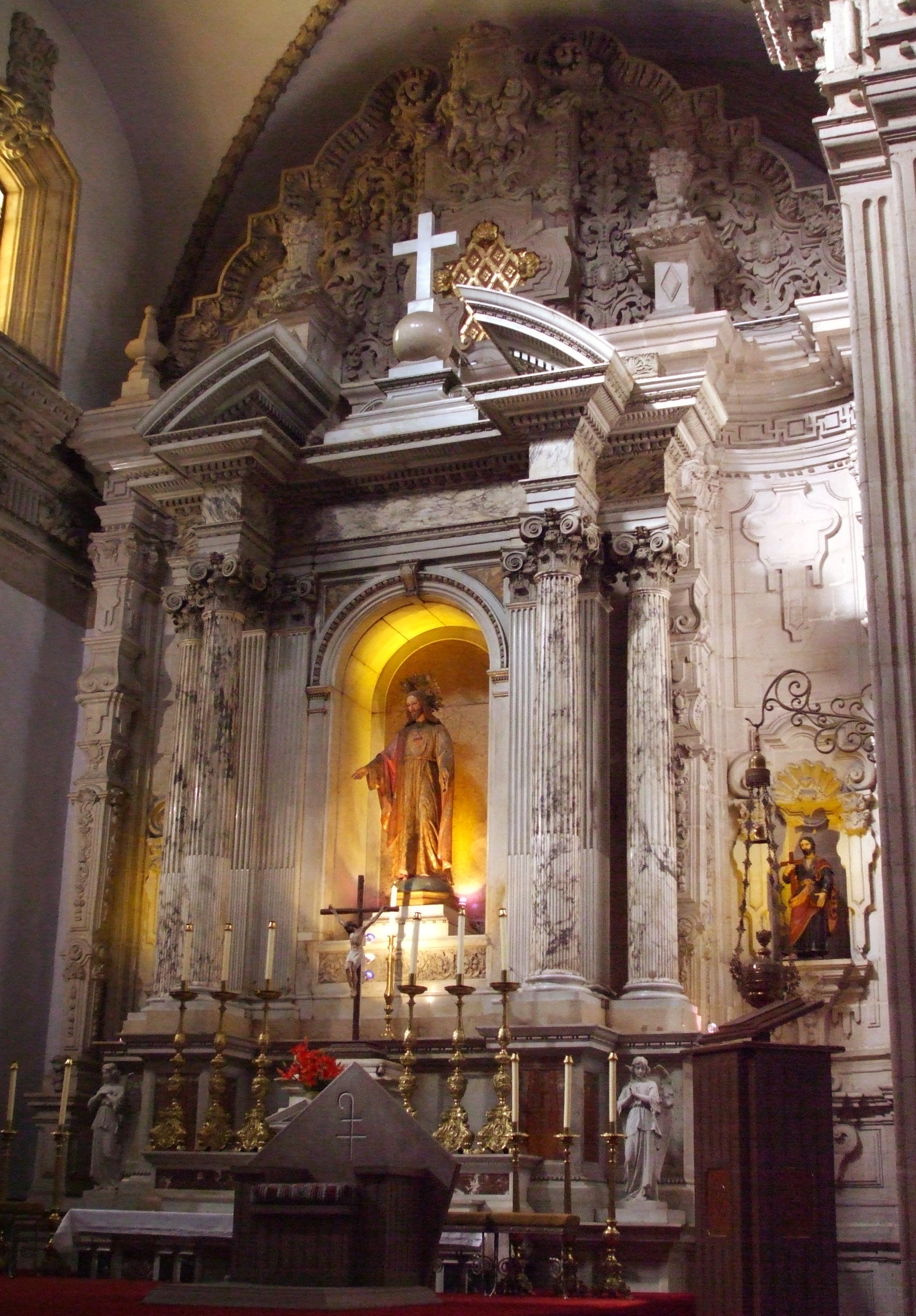
Le Maître-autel avec son curieux enchâssement en marbre.
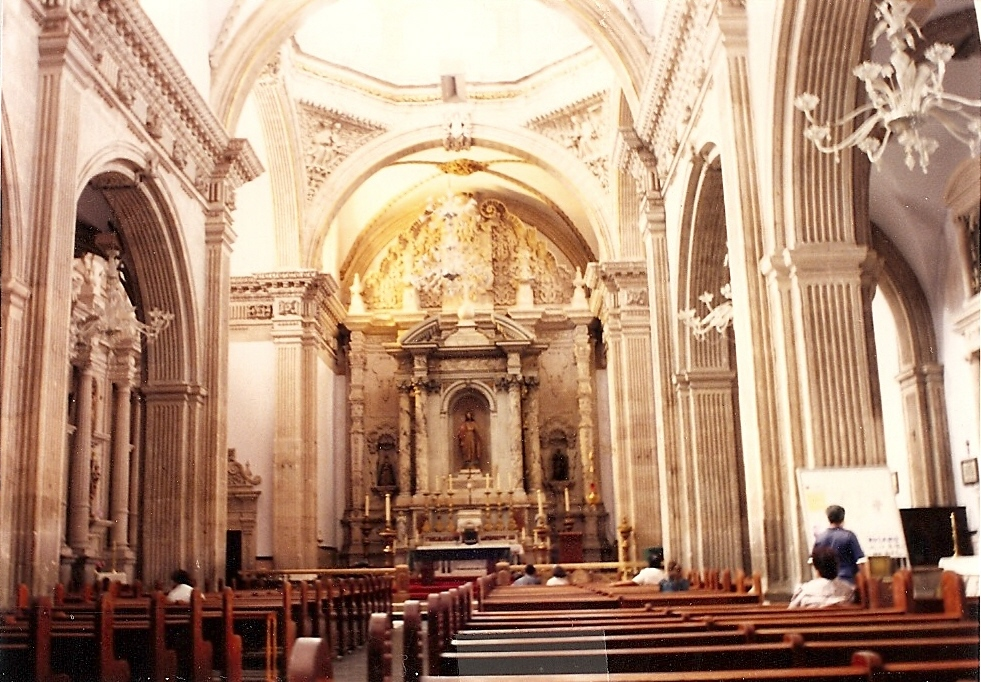
La nef et le chancel de la cathédrale de Chihuahua
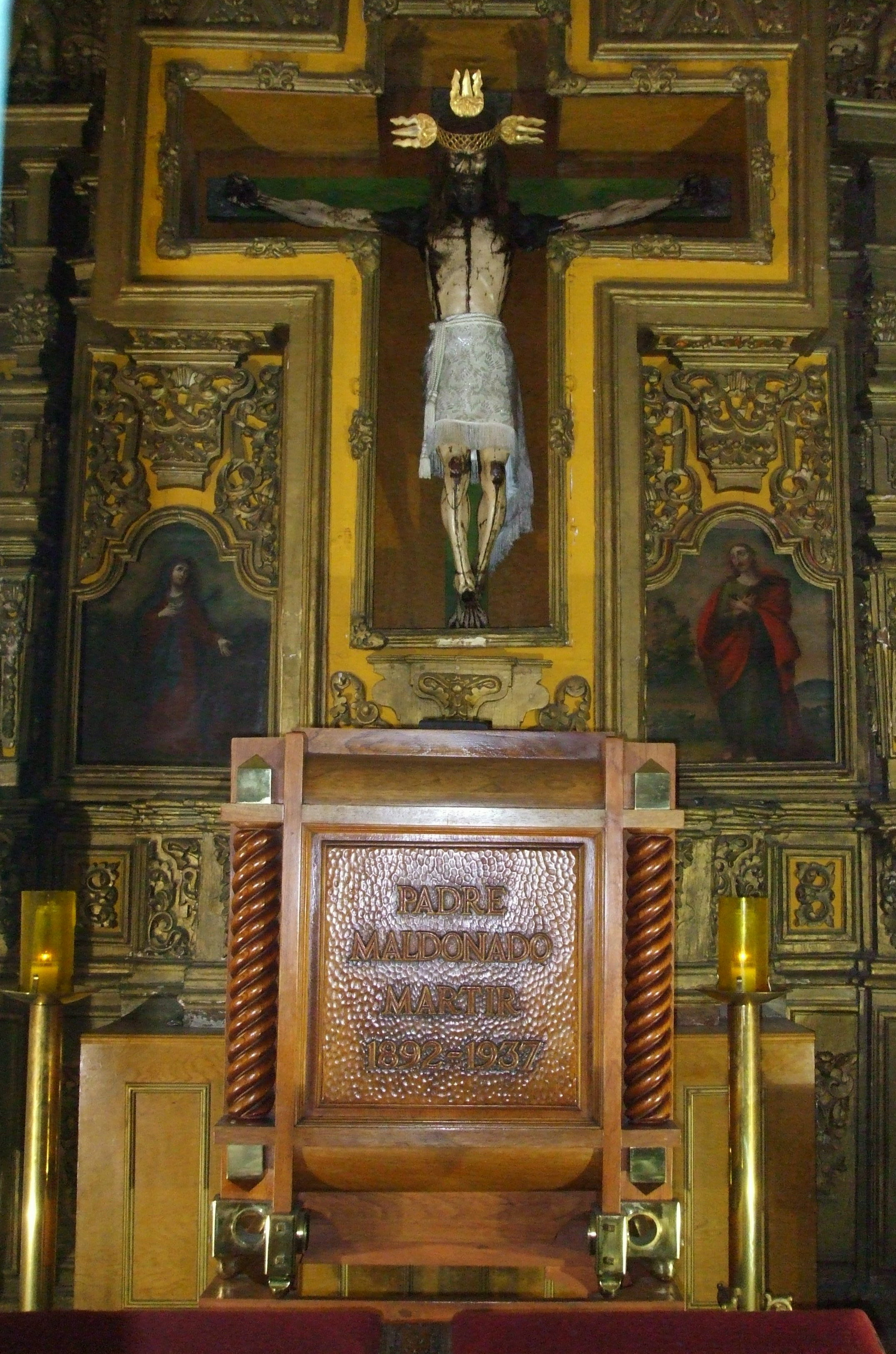
La chapelle du Christ de Mapimi et le reliquaire de Saint Pierre de Jésus Maldonado (1892-1937).
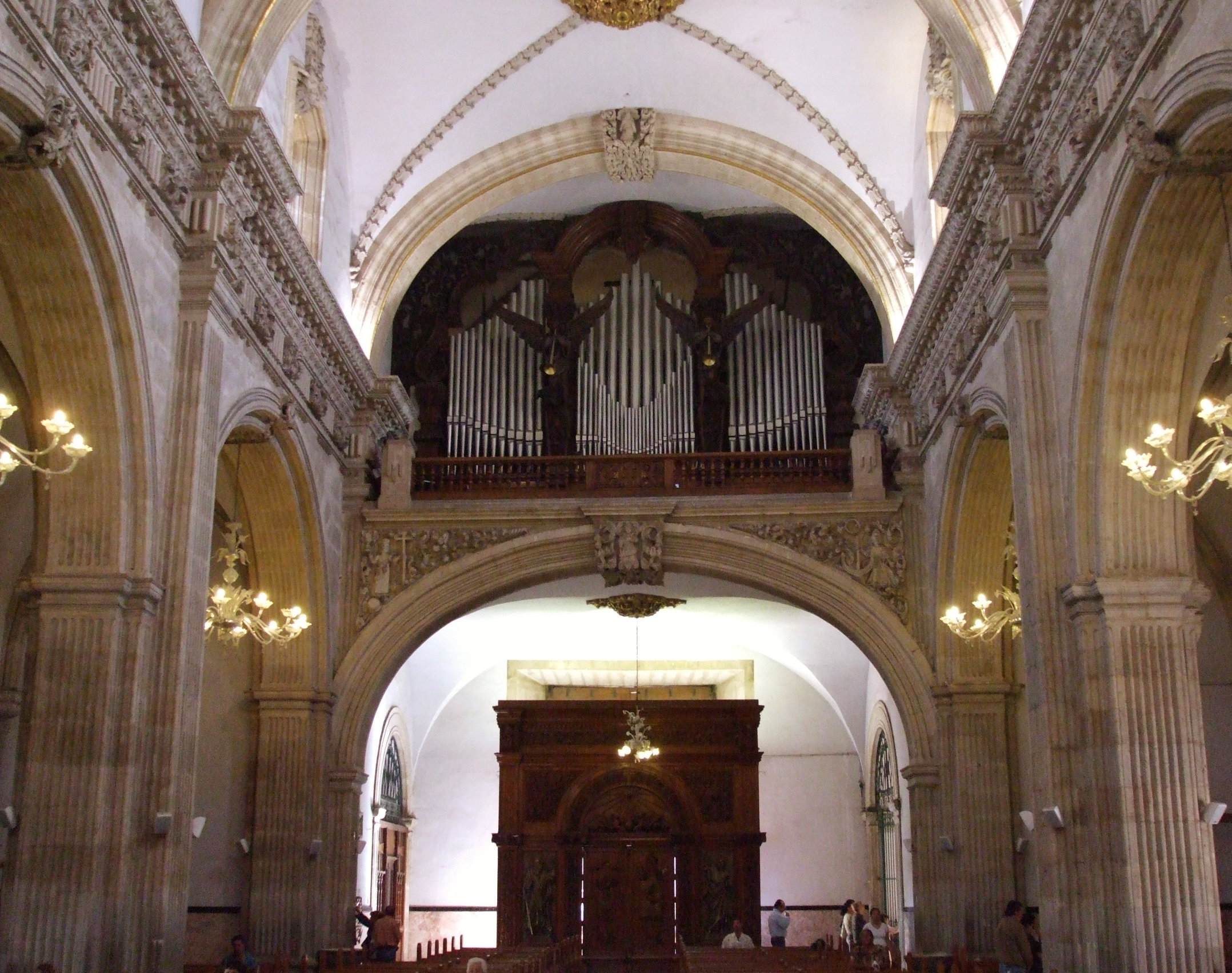
L'orgue Walcker dans la galerie est.
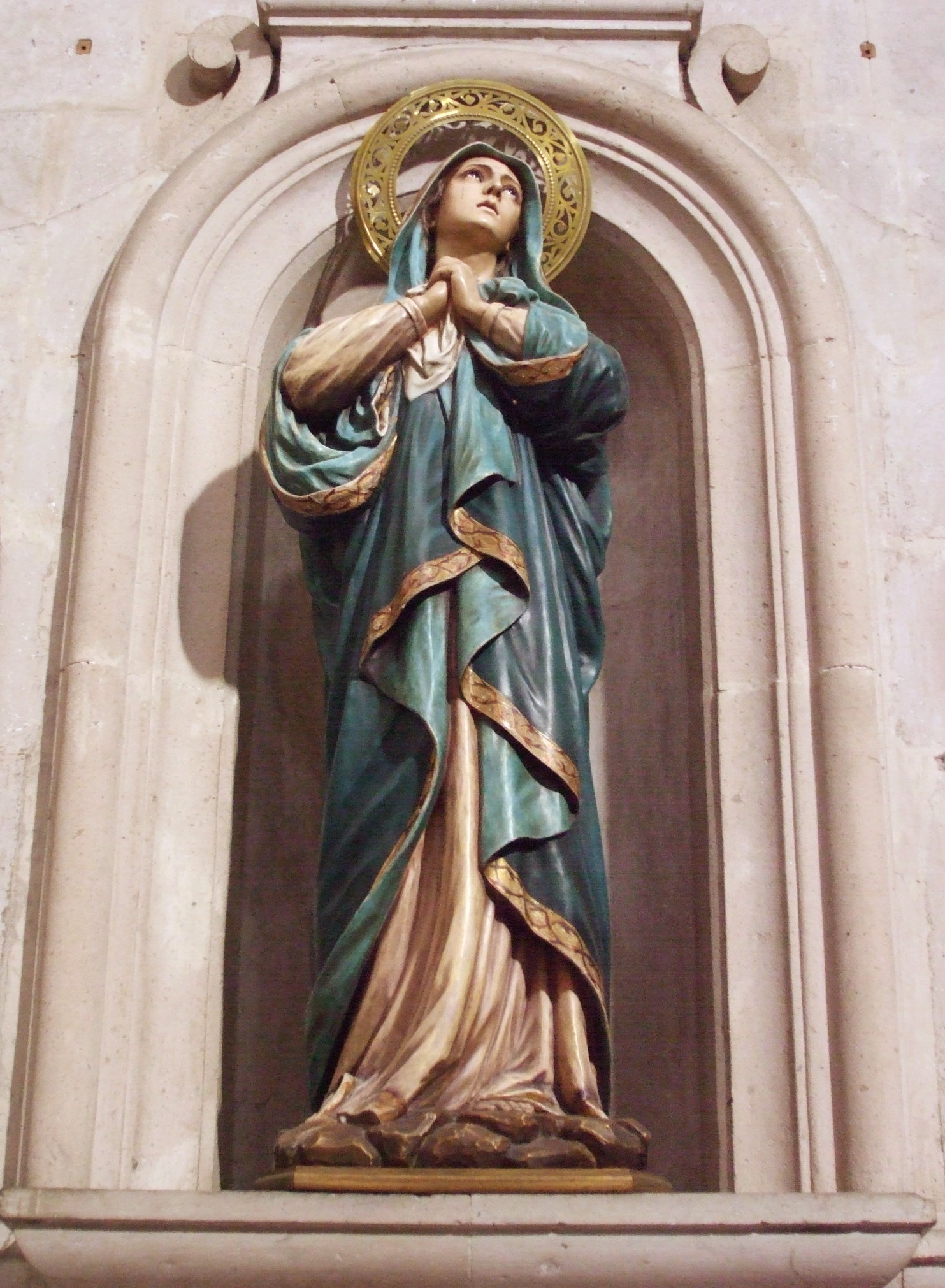
Statue de Notre-Dame des Douleurs.
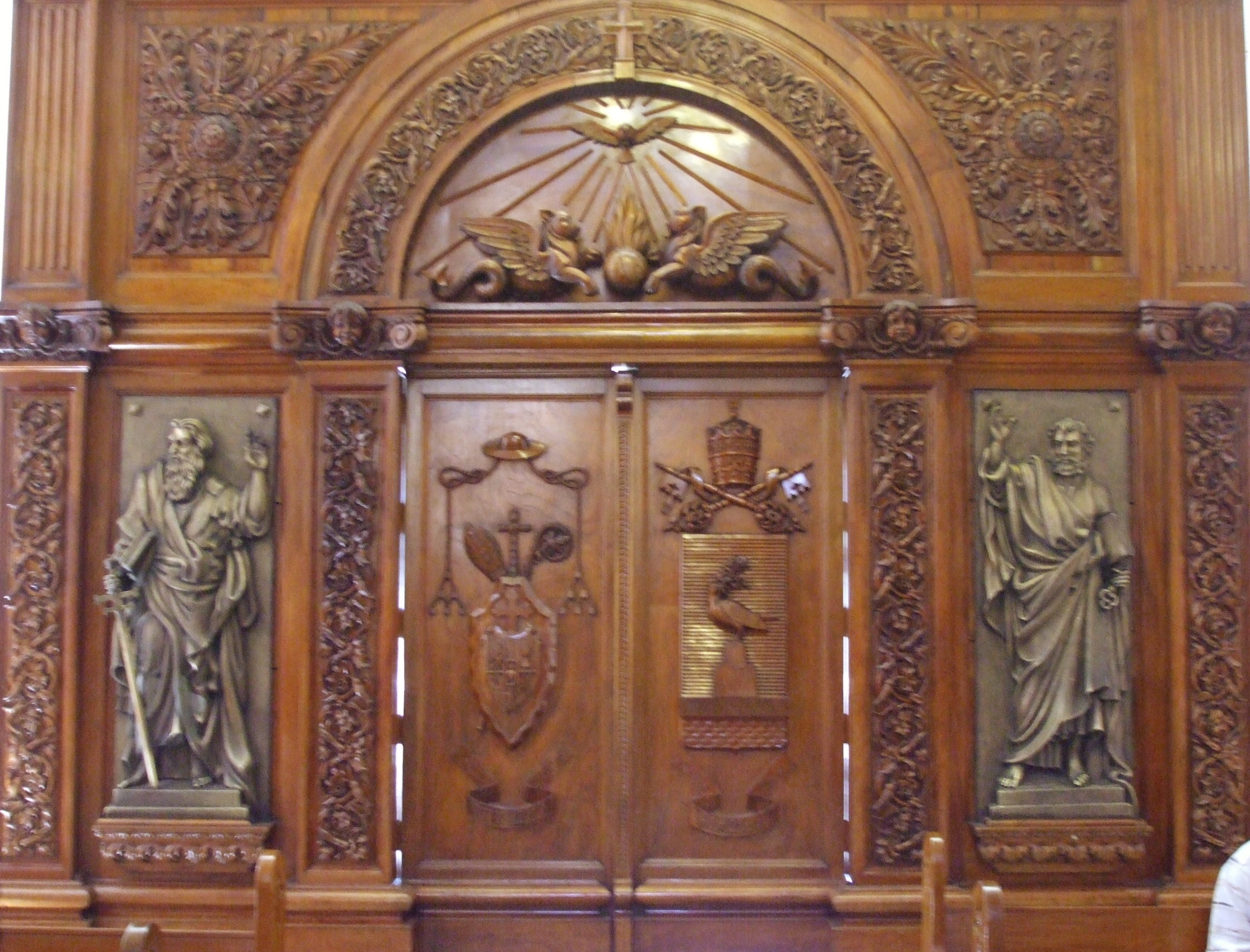
Vitraux de la nef près de l'entrée.
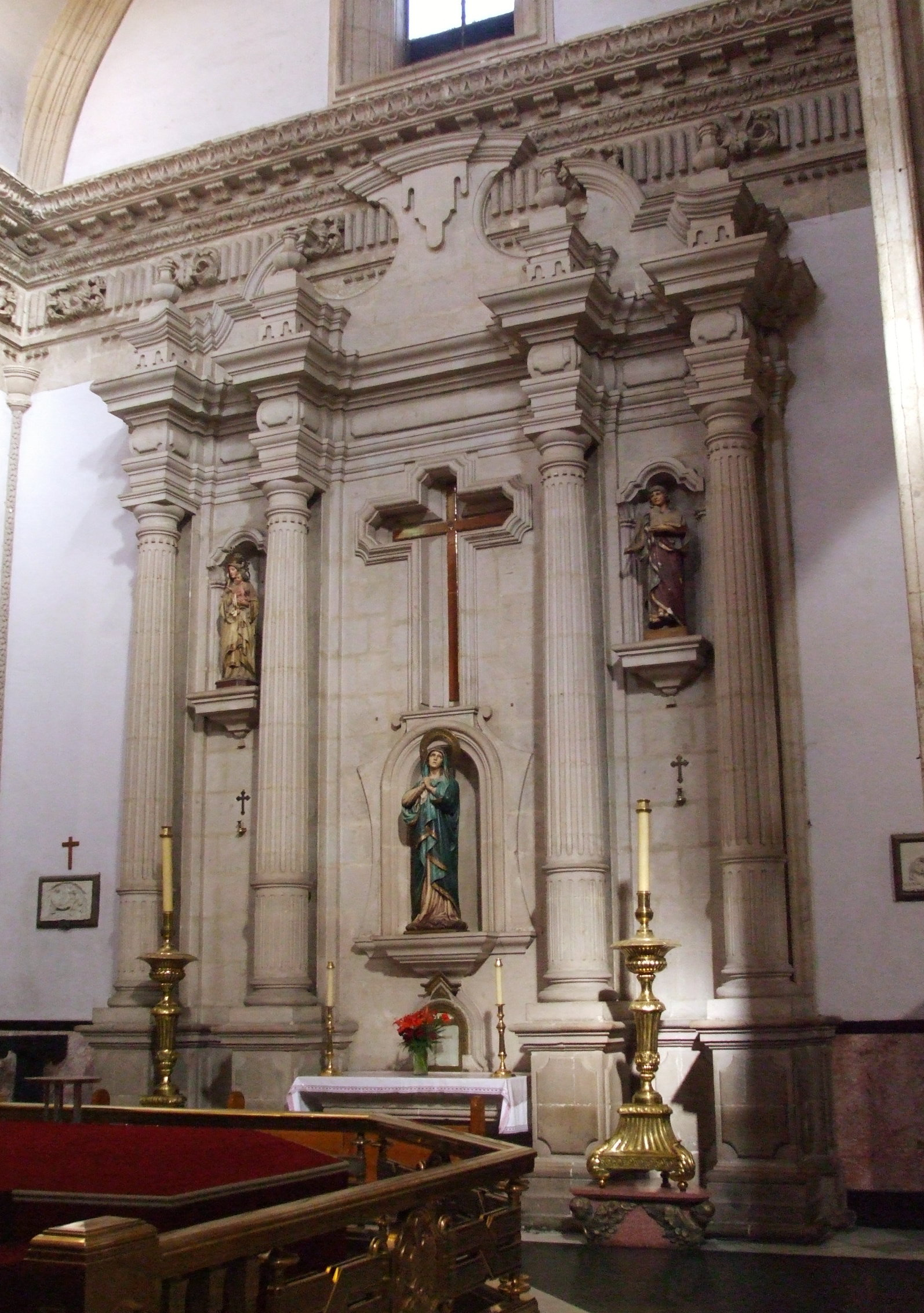
Autel latéral dans l'aile nord du chancel.
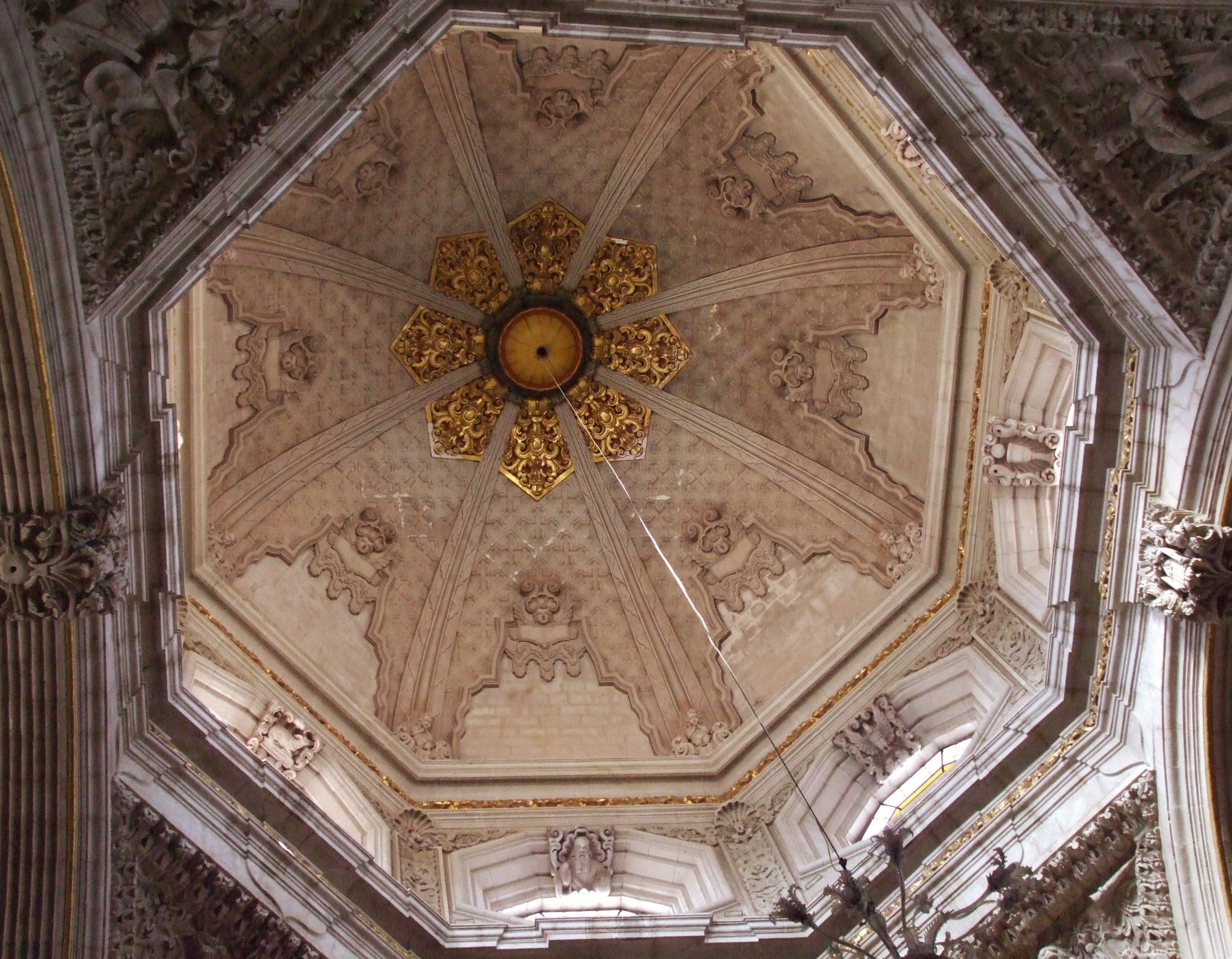
Le dôme du transept
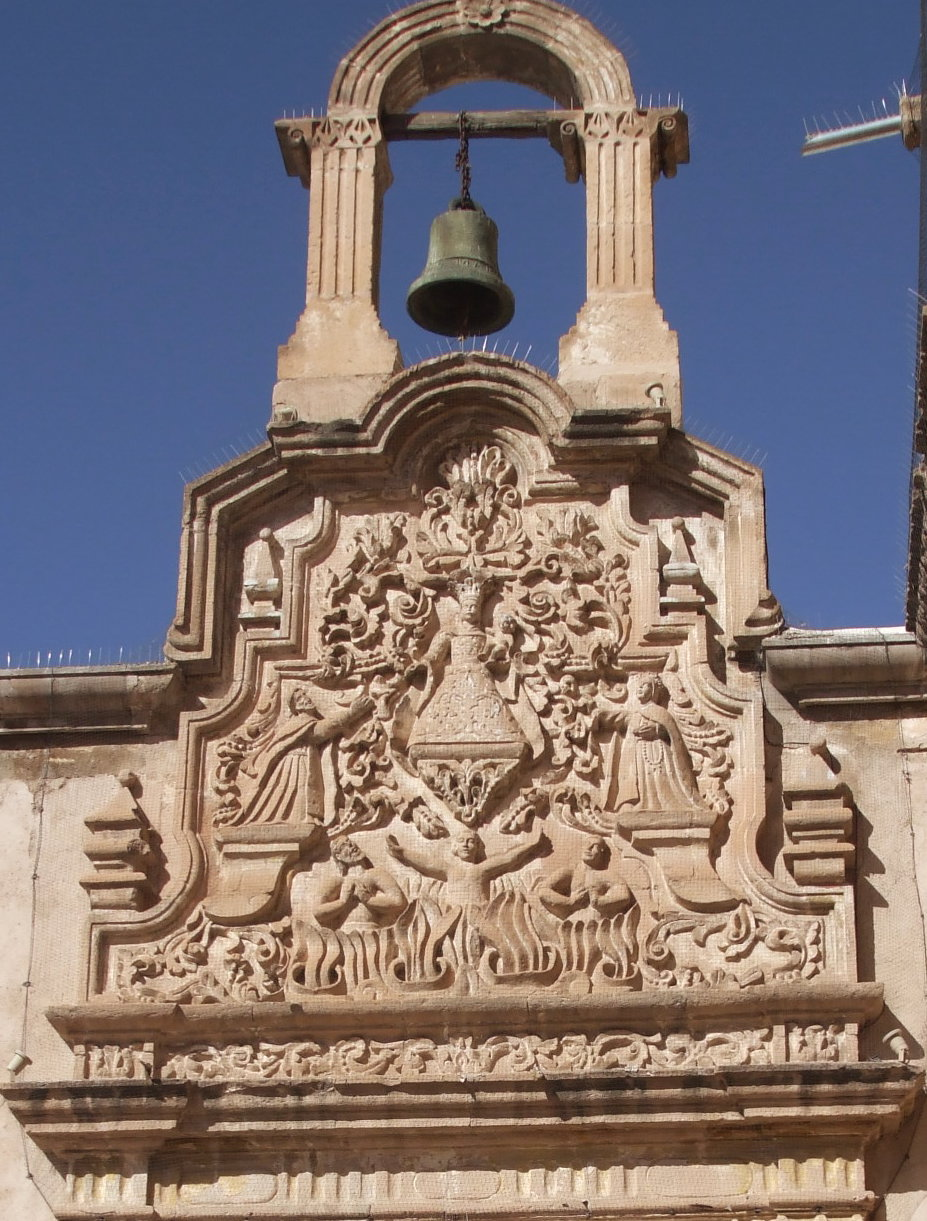
Détail d'une des sculptures surplombant le parvis de la chapelle du Saint-Sacrement.
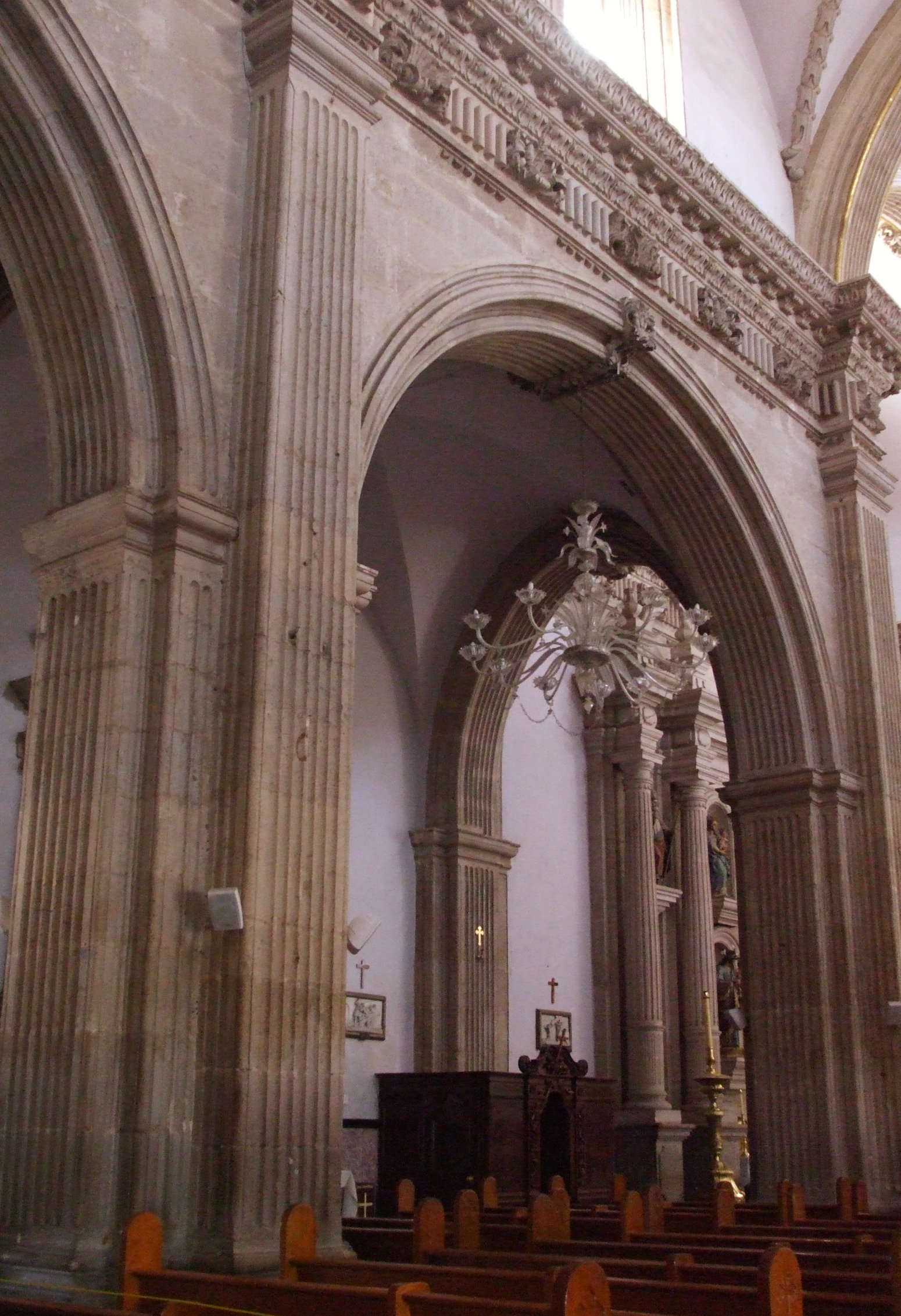
Détail d'une voûte.
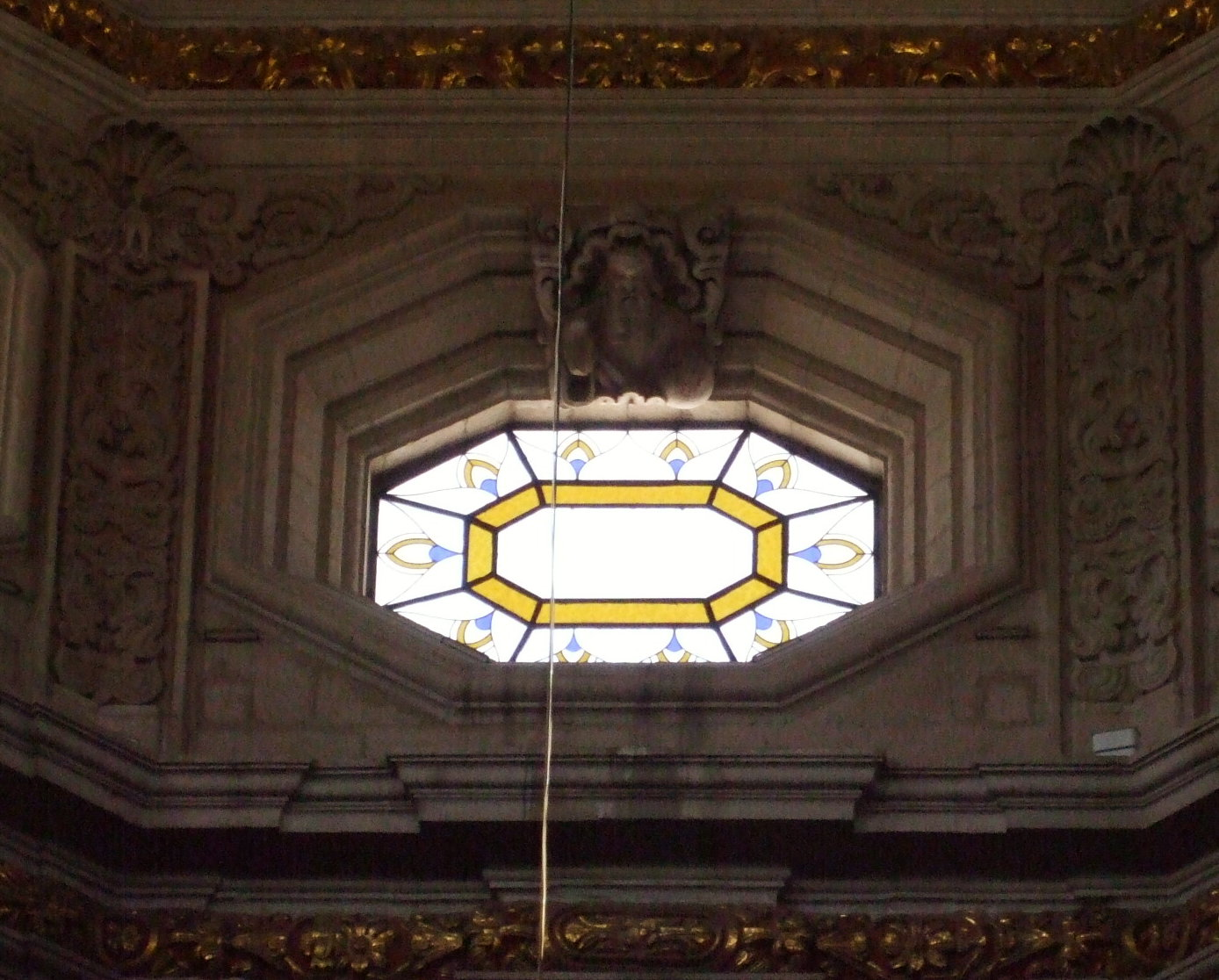
Détail de l'un des vitraux du dôme.
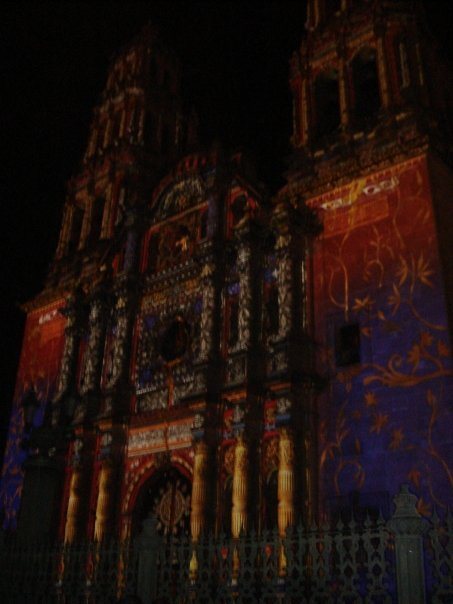
Jeux de lumière pour le jubilé du Tricentenaire
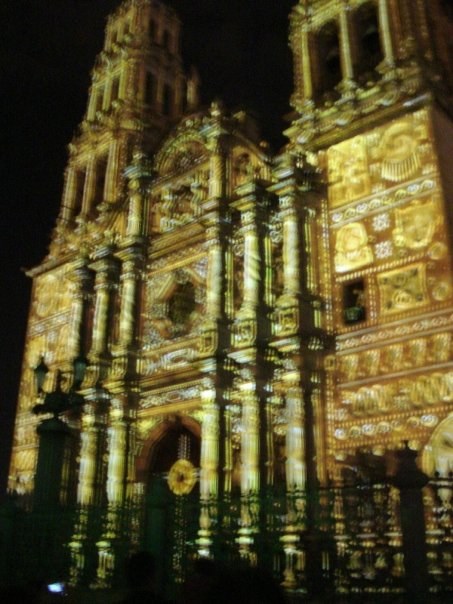
Jeux de lumière pour le jubilé du Tricentenaire
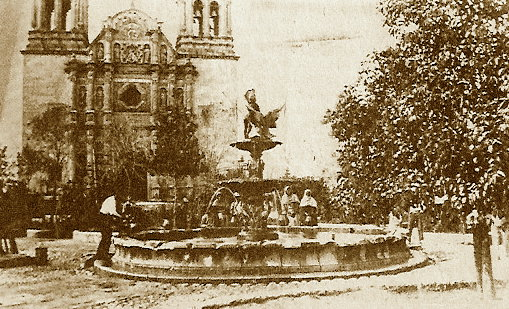
Photo sépia de la Plaza de Armas et la cathédrale (1874).
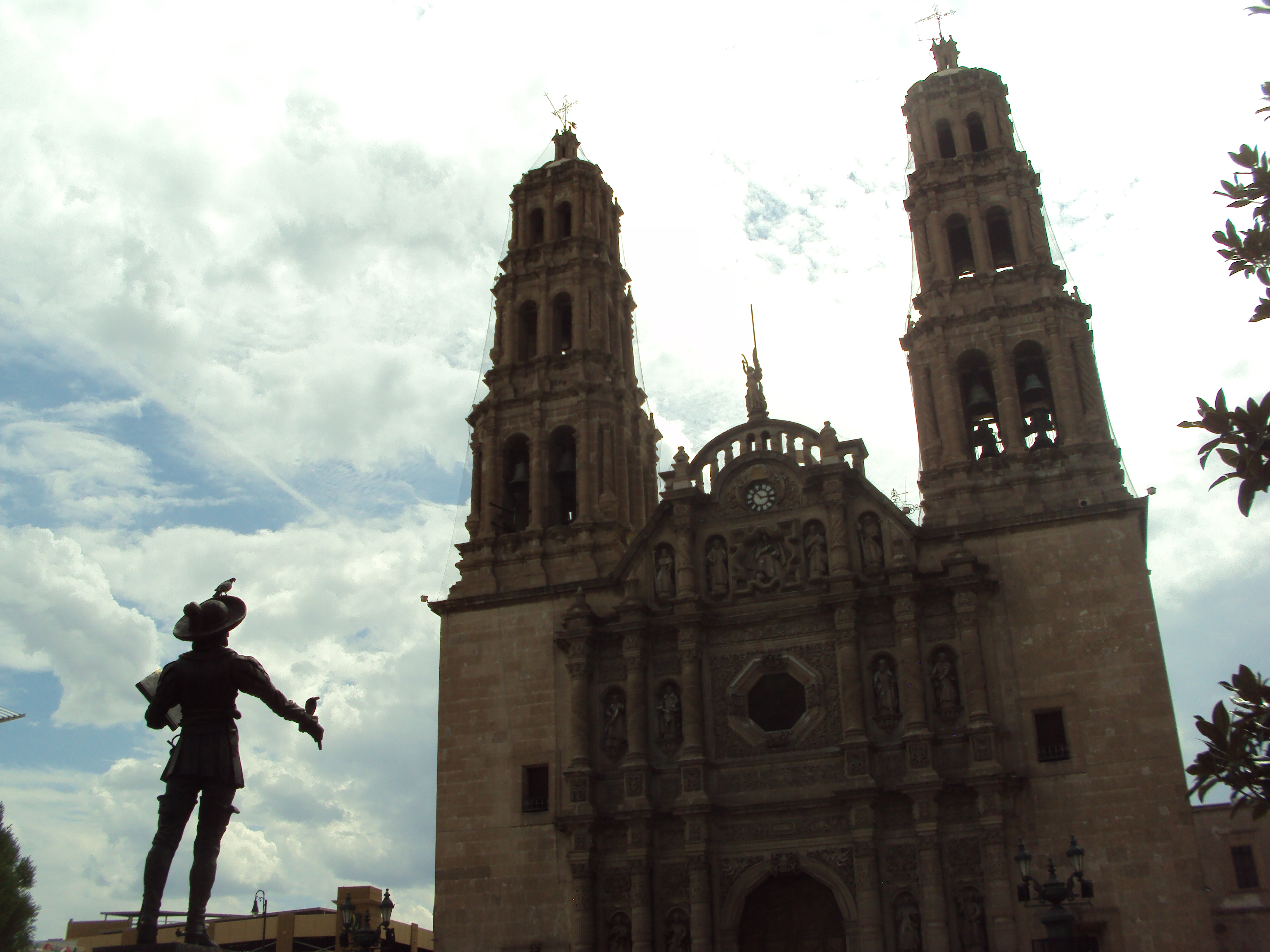
Monument en face de la cathédrale